# Сологуб, Виктор Григорьевич
Ви́ктор Григо́рьевич Сологу́б (род. 1 апреля 1957 года, Ленинград) — советский и российский рок-музыкант, кинокомпозитор. Известен благодаря участию в группах «Странные игры», «Поп-механика», «Игры», «Звонки», «The Dolphins», «Deadушки». Старший брат Григория Сологуба.

## Биография
Родился и вырос в Ленинграде.
Закончил Ленинградский политехнический институт им. М. И. Калинина. Музыкальную деятельность начинал как гитарист студенческой группы «Нижний бьеф». В 1979 году познакомился с Александром Давыдовым, с которым вскоре создал группу «Странные игры», где также засветился его младший брат Григорий. Параллельно со «Странными играми» Сологуб выступал с «Поп-механикой» Сергея Курёхина в роли басиста и шоумена.
После распада «Странных игр» Виктор вместе с братом создал группу «Игры», в которой продолжал традиции предшественницы, но уже в стиле пост-панк. Группа просуществовала до 1992 года, записав два альбома — «Детерминизм» и «Крик в жизни».
В 1992 году принял участие в реанимации «Странных игр» и дал в составе группы серию юбилейных концертов. В 1993 году деятельность коллектива была приостановлена до 1996 года. К тому времени братья Сологубы уже играли в группах «Звонки» и «The Dolphins».
После очередного реанимирования «Странных игр» в 1996 году был создан электронный проект «Deadушки», в котором Сологуб играл с Алексеем Раховым.
С 2003 года выступает также в роли кинокомпозитора.
В марте 2007 года Сологуб вместе с Бруно Эллингхэмом спродюсировал альбом узбекской фолк-рок-певицы Севары Назархан «Sen».
Есть двое детей (Филипп и Анна) и двое внуков (Илья и Иван). Сын принимает участие в группах «Странные игры», «Игры» и «Deadушки».

## Дискография
Странные игры
- Метаморфозы (1983)
- Концерт в Ленэнерго (1984-85)
- Смотри в оба (1986)

Игры
- Детерминизм (1989)
- Крик в жизни (1989)

Deadушки
- Искусство каменных статуй (1998)

Виктор Сологуб и Александр Давыдов, фотография в буклете альбома «Метаморфозы»

- Борис Гребенщиков и Deadушки (1998)
- Настасья (сингл) (2000)
- Элизобарра-торр (2000)
- PoR.no (2001)

## Музыка в кино
- Приключения Стингрей (1991)
- Антикиллер-2: Антитеррор (2003)
- Побег (2005)
- Убойная сила-6 (серия «Ставки сделаны») (2006)
- Консервы (2007)
- Путь самца (2008)
- Розы для Эльзы (2009)
- Золотое сечение (2010)
- Москва, я люблю тебя! (2010)
- Возвращение в «А» (2011)
- Сердце моё — Астана (2012)
- Последний рыцарь империи (2014)
- Гимн великому городу (2015)
- Атака мертвецов: Осовец (2018)[1]
- На Луне (2020)
- Крым небесный (2020)
- Архипелаг (2021)
- Русские (2022)
- Большой дом (2023)
- Крест (2024)
- Золото Умальты (2024)
- У края бездны (2024)